# Пьеха, Эдита Станиславовна
Эди́та Станиславовна Пье́ха (при рождении Эдит-Мари Пьеха (фр. Édith-Marie Pierha; пол. Edyta Maria Piecha); род. 31 июля 1937, Нуаэль-су-Лан, Франция) — советская и российская эстрадная певица и актриса польского происхождения. Народная артистка СССР (1988). 
Репертуар исполнительницы насчитывает более 500 песен, в том числе на иностранных языках, среди которых «Наш сосед», «Город детства», «Манжерок», «Ничего не вижу» и многие другие. Карьера певицы началась в 1955 году с выступлений вместе с ансамблем студентов Ленинградской консерватории, который впоследствии получил название «Дружба». За годы творчества она выпустила несколько десятков музыкальных альбомов и посетила с концертами более 30 стран. Важной частью фирменного стиля Пьехи стали её глубокий тембр в совокупности с лёгким иностранным акцентом. В 2021 году она завершила концертную деятельность.
Певица является лауреатом многих отечественных и зарубежных эстрадных конкурсов, обладательницей российской национальной премии «Овация» в номинации «Живая легенда». 

## Биография

### Юные годы
Эдита Пьеха родилась в шахтёрском городке Нуайель-су-Ланс на севере Франции в 200 км от Парижа (департамент Па-де-Кале) в польской семье Станислава Пьехи (1904—1941) и Фелиции (урождённая Королевска; 1905—1971). При рождении была крещена в католичестве и получила имя Эдит-Мари (фр. Édith-Marie), Эдит — по желанию отца, Мари — в честь бабушек. Отец работал на шахте и умер от силикоза, когда Пьехе было четыре года. Мать была домохозяйкой и сортировщицей на шахте. Старший брат, Павел Пьеха (1927—1944), заменил отца в шахте и умер спустя три года от туберкулеза в 17 лет. Вскоре мать Пьехи вышла замуж за шахтёра — поляка Яна Голомба, от которого родила в 1945 году сына Юзефа.
В 1946 году, по окончании Второй мировой войны, отчим Пьехи, будучи коммунистом, вывез семью в Польскую Республику, где они поселились в шахтёрском городе Богушове в Силезии. Обучаясь в школе, Пьеха учила польский язык, так как, живя во Франции, знала его лишь на уровне разговорного, а также пела в хоре. Окончив семь классов школы, она, вопреки желанию отчима отправить её работать на фабрику, поступила в педагогический лицей в Валбжихе, окончив его с отличием по специальности учителя начальных классов.
В 1955 году, после отборочного конкурса в Гданьске, Пьеха получила направление на учёбу в Советский Союз, выбрав в качестве места обучения Ленинградский педагогический институт имени А. Герцена. Но по приезде в СССР выяснилось, что в том году не было набора на кафедру психологии, и она поступила в Ленинградский государственный университет имени А. Жданова, который окончила в 1964 году. Занимаясь на отделении психологии философского факультета университета, Пьеха учила русский язык, и записалась в хор польского землячества, которым руководил студент Ленинградской консерватории им. Н. А. Римского-Корсакова Александр Броневицкий, её будущий муж. По его приглашению она попала в действовавший при консерватории студенческий ансамбль «Липка», состоявший из музыкантов, приехавших на учёбу из разных стран Восточной Европы. Пьеха сама определила свое место в группе теноров, хотя по природе она сопрано.

### Ансамбль «Дружба»
В новогоднюю ночь с 1955 на 1956 год состоялось первое выступление артистки на сцене — Пьеха выступила с ансамблем в голубом (малом) зале Ленинградской консерватории с песней Владислава Шпильмана на польском языке «Красный автобус» (пол. Autobus czerwony). Первый концертный костюм для певицы, брюки и жилет-фрак из голубого кримплена, сделал начинающий тогда модельер Вячеслав Зайцев, который в дальнейшем создал для неё многие наряды. Сценический дебют певицы был высоко оценён публикой, принеся успех коллективу и Пьехе в частности. Чтобы совмещать университет и эстраду, певице разрешили учиться в университете заочно.
В 1956 году ансамбль, по предложению Пьехи, был переименован в «Дружбу», подчеркивая тем самым интернациональный состав участников. В том же году Пьеха с ансамблем снялась в фильме-концерте артистов ленинградской эстрады и театров с песнями «Красный автобус» и «Гитара любви», вместе с которым на «Ленгрампластмассе» записала её первые грампластинки. В 1957 году с программой «Песни народов мира» Эдита Пьеха и «Дружба» завоевали золотую медаль и звание лауреатов VI Всемирного фестиваля молодёжи и студентов в Москве, после чего ансамбль стал профессиональным коллективом «Ленконцерта». Прозвучавшая на церемонии закрытия фестиваля песня «Подмосковные вечера» в исполнении Пьехи и Владимира Трошина сделалась визитной карточкой СССР.
Вместе с «Дружбой» Пьеха много гастролировала по СССР, а также выступала во Франции, ФРГ и ГДР, Польской Народной Республике, Чехословакии, Финляндии, Румынской Народной Республике, Австрии, Кубе и в ряде стран Латинской Америки, исполняя песни на русском, немецком, французском, польском, испанском языках, став одной из первых звёзд зарождающейся советской эстрады. Основу репертуару составляли простые, положительно-окрашенные песни в умеренно-быстром темпе и с легкими жизненными сюжетами. За два десятилетия работы с ансамблем было записано более 20 дисков, песни из которых стали крупными хитами советской эстрады: «Наш сосед» (музыка и стихи Бориса Потёмкина), «Город детства» (музыка Фрэнка Миллера, Терри Гилкисона и Ричарда Дера, русский текст Роберта Рождественского), «Венок Дуная» (музыка Оскара Фельцмана, стихи Евгения Долматовского), «Так уж бывает» (музыка Яна Френкеля, стихи Игоря Шаферана и Михаила Танича), «Песня остается с человеком» (музыка Аркадия Островского, стихи Сергея Острового), «Манжерок» (музыка Оскара Фельцман, слова Наума Олева), «Надежда» (музыка Александры Пахмутовой, слова Николая Добронравова), «Ничего не вижу» (музыка Оскара Фельцмана, стихи Льва Ошанина), «Каравелла» (музыка Владимира Калле, стихи Александра Калле) и многие другие.

Обложка третьего студийного альбома Эдиты Пьехи с ансамблем «Дружба», выпущенный в 1967 году фирмой «Мелодия»

В своих эстрадных выступлениях Пьеха заметно выделялась из других советских исполнительниц того времени — она первой стала активно общаться с публикой, по западной манере двигалась на сцене с микрофоном, использовала молодёжные короткие (выше колена) приталенные платья без рукавов, короткую стрижку и достаточно яркий, подчеркивающий глаза, макияж,
а также имела глубокий тембр голоса и лёгкий иностранный акцент. Светлое настроение песен певица акцентировала мимикой, открытым взглядом и улыбкой.
В 1959 году после критической статьи в газете «Ленинградская правда» областной комитет КПСС обвинил ансамбль «Дружба» в антисоветизме, пропаганде буржуазной культуры и джаза, и приостановил концертную деятельность коллектива. Однако после смотра в Министерстве культуры СССР, благодаря Александру Броневицкому и Эдите Пьехе, столичный худсовет счёл коллектив «новым словом на советской эстраде».
В 1964 году Пьеха дебютировала на киноэкранах, исполнив роль певицы в музыкальном фильме-ревю режиссёра Романа Тихомирова «Когда песня не кончается». В 1965 и в 1969 году по приглашению Бруно Кокатрикса певица с успехом выступила на сцене парижской «Олимпии» с Московским мюзик-холлом. В 1967 году Пьеха получила советское гражданство. В том же году певица открывала своим концертом концертный зал «Октябрьский» в Ленинграде.
В 1968 году на IX Всемирном фестивале молодёжи и студентов в Софии на конкурсе политической песни за композицию «Огромное небо» (музыка Оскара Фельцмана, стихи Роберта Рождественского) Эдита Пьеха получила три золотые медали. Песня, повествующего о подвиге двух летчиков, дотянувших свой самолёт до окраин, чтобы не упасть на Берлин, считается эталоном советского официоза. Песня композитора Владислава Успенского «Следующий!», прозвучавшая на том же фестивале в её исполнении, получила первую премию в конкурсе, организованном фестивальным Комитетом борьбы с фашизмом. В том же году Пьеха получила звание заслуженной артистки РСФСР.
В 1970 году Эдита Пьеха принимала участие в крупнейшей в Европе музыкальной ярмарке и фестивале MIDEM в Каннах, получив там главный приз — «Нефритовую пластинку», за рекордные, миллионные тиражи грампластинок с записями певицы для фирмы «Мелодия». В 1972 году Пьеха вместе с ансамблем «Дружба» выступала для спортсменов на летних Олимпийских играх в Мюнхене, исполняя песни на французском, польском, немецком, испанском и сербо-хорватском языках. В том же году певица впервые появилась в финале телевизионного фестиваля «Песня года», выйдя в дальнейшем на его сцену ещё 22 раза, вплоть до 2011 года.
В 1970-е годы Пьеха снялась в ряде кинофильмов, среди которых: Судьба резидента (1970),«Неисправимый лгун» (1973), «Бриллианты для диктатуры пролетариата» (1975) и «Стажёр» (1976).

### Сольное творчество

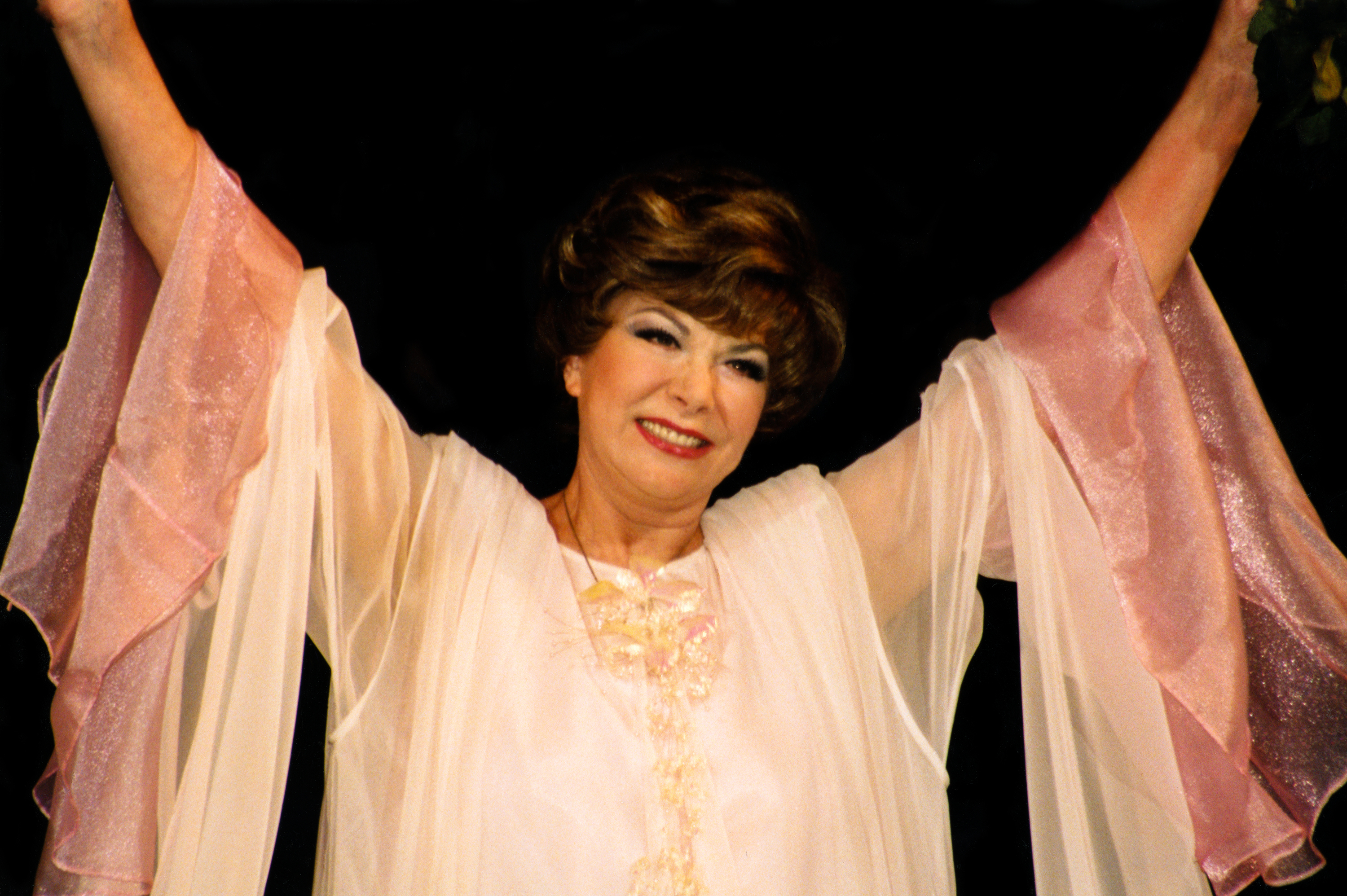
1998 год

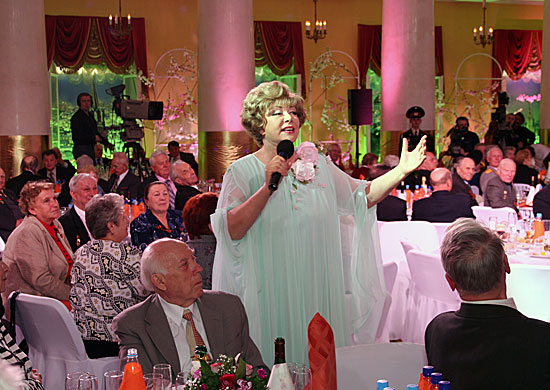
Эдита Пьеха в Центральном доме Российской армии имени М. В. Фрунзе в 2016 году

В июле 1976 года Пьеха дала последние концерты вместе с ансамблем «Дружба» под руководством Александра Броневицкого, после расставания с которым покинула коллектив. Осенью 1976 года певица организовала свой ансамбль, музыкальным руководителем которого стал выпускник Ленинградской консерватории Григорий Клеймиц. В том же году певице было присвоено звание народной артистки РСФСР.
В 1979 году Пьеха впервые выступила в Афганистане перед военнослужащими Группы советских войск в Афганистане. Впоследствии она ещё дважды выступала там с концертами — В 1983 и 1986 годах. В 1980 году Пьеха участвовала в подготовке культурной программы Летних Олимпийских игр в Москве, за что была награждена орденом Дружбы народов. После Афганистана в репертуаре Эдиты Пьехи остались песни «Дорога домой» и «Афганистан».
В декабре 1987 года в Ленинграде, а в январе 1988 года в Москве прошли концерты Эдиты Пьехи, посвященные 30-летию творческой деятельности. 13 октября 1988 года певице присвоили звание народной артистки СССР. 13 апреля 1989 года в БКЗ «Октябрьский» прошёл концерт памяти Александра Броневицкого, организатором и главным участником которого была Пьеха.
В 1990-е сформировался новый сценический стиль одежды Эдиты Пьехи, которому она оставалась неизменной все последующие годы — шифоновые платья-балахоны с узлами драпировок. Её доверительная манера общаться с публикой во время концертов стала неизменным жанром всех её творческих концертов, напоминая советские творческие вечера. В 1994 году был издан первый CD-альбом певицы «Я вас люблю», за которым последовали альбомы «Пьеха знакомая и незнакомая», «Это здорово!», «Тем, кто любит Пьеху», «Приди, любовь, приди». В 1996 году певица стала лауреатом музыкальной премии «Овация» в номинации «Живая легенда». В 1997 году певица отметила своё 60-летие концертом в Санкт-Петербурге, став первой исполнительницей, выступившей сольно на Дворцовой площади. Осенью 1998 года в Москве на Площади звёзд у Концертного зала «Россия» прошла церемония открытия именной звезды артистки. В 2000 году вышел последний альбом певицы «Никогда любить не поздно».
31 июля 2006 года свой концерт в Санкт-Петербурге Эдита Пьеха посвятила Александру Броневицкому. В 2007 году певица отметила своё 70-летие и 50 лет на эстраде концертами в БКЗ «Октябрьский» и на Дворцовой площади Санкт-Петербурга. Свой юбилейный год она продолжила сольным концертом в Государственном Кремлёвском дворце 16 февраля 2008 года. В июле 2012 года на сцене БКЗ «Октябрьский» Пьеха отметила двойной юбилей — 75 лет и 55 лет на эстраде. В октябре того же года юбилейный концерт прошёл в Государственном Кремлёвском дворце. В декабре 2012 года во Дворце им. Г. Алиева в Баку прошёл концерт певицы «Спасибо, жизнь!».
В сентябре 2017 года Эдита Пьеха презентовала книгу воспоминаний «От чистого сердца». В 2019 году прошли последние концерты певицы в Санкт-Петербурге.
В 2021 году певица завершила концертную деятельность, заявив, что устала и больше не может петь. По словам её внука Стаса Пьехи, певица не может выходить на сцену из-за больных ног.
24 мая 2023 года Эдита Пьеха удостоилась звания почетного гражданина Санкт-Петербурга. Её выдвинули на это звание в 15-й раз (по другим данным в 18-й) — все предыдущие 14 раз её кандидатуру отклоняли. В последний раз, когда это произошло, в 2020 году, десять депутатов Законодательного собрания принесли певице официальные извинения, а музыкант Борис Гребенщиков, историк Лев Лурье, один из основателей группы «Митьки» Владимир Шинкарёв и бывший вице-губернатор Петербурга Игорь Албин назвали итоги голосования «плевком в лицо народной артистке».

## Личная жизнь
Эдита Пьеха трижды была замужем. Её первым мужем с 1956 по 1976 год был композитор Александр Броневицкий (1931—1988), основатель и руководитель первого в СССР вокально-инструментального ансамбля «Дружба». В 1961 году в браке родилась дочь Илона Броневицкая, ставшая актрисой, конферансье и телеведущей. Их развод послужил причиной ухода Пьехи из ансамбля «Дружба».
В 1976 году певица вышла замуж за полковника КГБ Геннадия Ивановича Шестакова (1944—1994). Они развелись в 1983 году через шесть лет после свадьбы из-за алкоголизма Шестакова.
С 1994 по 2006 год Пьеха была в браке с сотрудником администрации президента России Владимиром Петровичем Поляковым (1938—2009). Два последних брака певица откровенно называет неудачными.
У Эдиты Пьехи двое внуков: певец Стас Пьеха (род. 1980) и дизайнер, выпускница МАРХИ, Эрика Быстрова (род. 1986). Также у певицы трое правнуков — сын Стаса Пьехи Пётр (род. 2014) и дочери Быстровой Василиса (род. 2013) и Ида (род. 2021).
В 2013 году немецкие хирурги провели операцию на коленном суставе певицы, заменив его на металлический. В настоящее время Эдита Пьеха живёт в собственном доме в деревне Северная Самарка в Ленинградской области.

## Общественная деятельность
В 1970 году Эдита Пьеха была избрана членом правления Общества советско-польской дружбы. В 1970—1980-х годы певица являлась депутатом Куйбышевского районного Совета народных депутатов Ленинграда. В 2007 году Пьеха вступила в партию «Справедливая Россия». В том же году принимала участие в выборах в Государственную думу V созыва по списку партии (седьмой номер в региональной группе № 57, Нижегородская область). Также в 2015—2016 годы певица принимала участие в ряде выборов на региональном и городском уровнях, однако по итогам всех этих выборов мандатов не получила.
Выступала против строительства небоскрёба "Газпрома" на Охтинском мысу в Санкт-Петербурге:
"Не трогайте центр Санкт-Петербурга, не расстраивайте тех архитекторов, которые пусть даже в могиле. Это кощунство - воздвигать какой-то уродский небоскрёб там, где его никто не хочет видеть. Пожалуйста, я вас прошу, послушайте мой голос".
В 2013 году певица была одной из подписантов обращение к руководителю цирка на Фонтанке Вячеславу Полунину, в котором защитники животных просили запретить в цирке жестокую дрессуру или вовсе не использовать животных в развлекательных представлениях.
Эдита Пьеха не комментировала российско-украинскую войну, однако её дочь Илона Броневицкая заявляла, что певица поддерживает действия властей России.

## Наследие
В честь Эдиты Пьехи назван астероид главного пояса (15231) Эдита, который был открыт 4 сентября 1987 года астрономами Крымской обсерватории.
Жизни и творчеству певицы посвящены фильм-концерт «Если б знали вы, как мне дороги…» (1977, режиссёр Олег Рябоконь), ряд документальных фильмов, среди которых «Эдита Пьеха. Её невезучее счастье» (2007, Ираида Максимова) и «Эпоха Пьеха» (2012, Евгения Егорова и Олег Шиловский), а также книги «Эдита Пьеха. Признание в любви» (2007, автор Нина Бахарева) и «Эдита» (2007, Алексей Лопатин).
В 1995 году санкт-петербургским парфюмерным комбинатом «Северное сияние» были выпущены духи для женщин «Эдита Пьеха», относящиеся к группе цветочные древесно-мускусные. Специалисты комбината разработали пять вариантов духов, один из которых и выбрала певица. Пробная партия составила 50 тысяч флаконов и реализовывалась на концертах певцы. «Северное сияние» приурочило выпуск духов к 35-летию концертной деятельности Эдиты Пьехи.
В 2007 году петербургский музыковед Алексей Лопатин написал биографическую книгу «Эдита», посвященную певице, которая была опубликована издательством «Эксмо». Однако тираж книги был отозван из магазинов по настоянию самой Эдиты Пьехи, которая усмотрела в ней много фактических ошибок, и была недовольна качеством фотографий.
12 октября 2015 года на телеканале Россия-1 состоялась премьера сериала «Рождённая звездой». Биография героини сериала напоминает биографию Эдиты Пьехи.
В 2017 году в Музее музыки в Фонтанном доме Санкт-Петербурга открылась выставка, посвященная юбилею Эдиты Пьехи под названием «Я родилась дважды». На ней была представлена коллекция концертных костюмов певицы от художников-модельеров Вячеслава Зайцева, Нонны Меликовой, Татьяны Парфеновой и Ирины Танцуриной.

## Дискография

### Сольные альбомы
- 1964 — Эдита Пьеха
- 1965 — Эдита Пьеха 2
- 1967 — Поёт Эдита Пьеха
- 1970 — Эдита Пьеха поёт песни Александра Броневицкого
- 1974 — Поёт Эдита Пьеха
- 1974 — Эдита Пьеха
- 1980 — Эдита Пьеха
- 1981 — Ни дня без песни
- 1983 — Улыбнитесь, люди
- 1986 — Почувствуй, догадайся, позови
- 1987 — Моим друзьям
- 1988 — Возвращайся к началу
- 1994 — Я вас люблю
- 1995 — Пьеха, знакомая и незнакомая
- 2000 — Приди, любовь, приди
- 2000 — Никогда любить не поздно
- 2007 — Любовь

## Фильмография

### Актриса
- 1970 — Судьба резидента — Жозефина Клер
- 1973 — Неисправимый лгун — камео
- 1975 — Бриллианты для диктатуры пролетариата — Лидия Боссе
- 1976 — Стажёр — камео
- 1989 — Музыкальные игры — камео
- 2000 — Новогодние приключения, или Поезд № 1[54]

### Документальные фильмы
- 1968 — У меня есть каравелла
- 1977 — Если б знали Вы, как мне дороги
- 1980 — Добрый город
- 1985 — И снова всё сначала
- 1992 — Жил-был артист…
- 1993 — Вы помните
- 2007 — Пусть всегда буду я. Лев Ошанин
- 2007—2015 — Моя правда (Украина)
- 2009 — Весёлый жанр невесёлого времени
- 2009 — Возвращение. Эдуард Хиль
- 2011 — Анна Герман. Эхо любви
- 2011 — Валентина Толкунова. Буду любить я вас всегда…
- 2012 — Эпоха Пьеха
- 2013 — Лидия Клемент. Яркая комета
- 2014 — Эдуард Хиль. Обнимая небо…
- 2017 — Эдита Пьеха. Я отпустила своё счастье

## Телепроекты и фильмы-концерты
- 1956 — Концерт артистов ленинградской эстрады и театров
- 1963 — Голубой огонёк-1963 — исполнение песен «Стань таким, как я хочу», «Песенка без слов», «Венок Дуная»
- 1964 — Весеннее настроение — исполнение песен «Люблю я всей душой красивый город мой», «Песня остаётся с человеком», «Хорошо»
- 1965 — Семь советских песен — исполнение песни «Песня остаётся с человеком»
- 1966 — Сказки русского леса — исполнение песен «Это здорово», «Манжерок»
- 1964 — Когда песня не кончается — певица, исполнение песни «Песня остаётся с человеком»
- 1968 — Город и песня — исполнение песни «Но если б не было любви»
- 1969 — Москва в нотах — исполнение песни «Замечательный сосед»
- 1969 — Похищение
- 1974 — Лирическое настроение
- 1976 — Мелодия. Песни Александры Пахмутовой (короткометражный) — исполнение песни «Надежда», с ансамблем «Дружба»
- 1978 — Для Вас
- 1981 — Спасибо за нелётную погоду — исполнение песен «Одно твоё прикосновение», «Люби, пока живёшь»
- 1983 — Придёт любовь (короткометражный) — исполнение песни «Придёт любовь»
- 1983 — Концерт советской песни (короткометражный) — исполнение песни «Старый рояль»
- 1983 — Лирическая песня (короткометражный) — исполнение песни «В одной судьбе»
- 1983 — Я возвращаю Ваш портрет
- 1986 — Да здравствует бал! (короткометражный)
- 1987 — Нам рано жить воспоминаниями
- 1985 — Голубые города (фильм-концерт из произведений А. Петрова) — исполнение песни «Ни дня без песни»
- 2009 — Эдита Пьеха (из цикла документальных фильмов телеканала «100ТВ» «Петербург. Современники»)

## Награды и звания
Почётные звания
- Заслуженная артистка РСФСР (1968)[16];
- Народная артистка РСФСР (1976)[16];
- Народная артистка СССР (13 октября 1988)[55];

Ордена и медали
- французский орден «За укрепление мира искусством» (1969)[9]
- медаль «За доблестный труд. В ознаменование 100-летия со дня рождения В. И. Ленина» (1970)[источник не указан 531 день];
- орден Дружбы народов (14 ноября 1980) — за большую работу по подготовке и проведению Игр XXII Олимпиады[56];
- орден Трудового Красного Знамени (30 июля 1987) — за заслуги в развитии советского музыкального искусства[57];
- медаль «За трудовую доблесть» (1988)[источник не указан 531 день];
- орден «За заслуги перед Отечеством» IV степени (30 июля 1997) — за большой вклад в развитие музыкального искусства[58];
- орден «За заслуги перед Отечеством» III степени (10 августа 2007) — за большой вклад в развитие музыкального искусства и многолетнюю творческую деятельность[59];
- орден Дружбы (19 января 2013) — за большие заслуги в развитии отечественной культуры и искусства, многолетнюю плодотворную деятельность[60];
- орден «За заслуги перед Отечеством» II степени (31 июля 2017) — за большой вклад в развитие отечественной культуры и многолетнюю плодотворную деятельность[61];
- орден «За заслуги в культуре и искусстве» (15 июля 2022) — за большой вклад в развитие отечественной культуры и искусства, многолетнюю плодотворную деятельность[62];

Другие награды, премии и общественное признание
- орден «Дружба народов» (Афганистан) (1988)[источник не указан 531 день];
- медаль «Воину-интернационалисту от благодарного афганского народа» (Афганистан) — за концертные выступления в Афганистане перед солдатами в госпиталях в 1979—1988 годах (1988)[источник не указан 531 день];
- медаль «10 лет Афганской революции» (1988)[источник не указан 531 день];
- «Золотой Крест Заслуги» (Польша) (24 мая 2012)[63];
- Почётный знак «За заслуги перед Санкт-Петербургом» (2012)[источник не указан 531 день];
- премия Ленинградского комсомола (1957)[источник не указан 531 день];
- золотая медаль VI Всемирного фестиваля молодёжи и студентов в Москве (1957)[8];
- первая премия и звание лауреата II Всесоюзного конкурса артистов эстрады в Москве (1962)[источник не указан 531 день];
- Почётный знак «За укрепление дружбы между ЧССР и СССР» (Чехословакия, 1967)[источник не указан 531 день];
- три золотые медали IX Всемирного фестиваля молодёжи и студентов в Софии (1968)[8];
- орден «За укрепление искусством дружбы между народами» (Франция, 1969)[источник не указан 531 день];
- «Нефритовая пластинка» (главная награда международной музыкальной ярмарки MIDEM в Каннах за рекордные тиражи грампластинок, получена артисткой для фирмы «Мелодия») (1970)[8];
- золотая медаль на Всемирном фестивале эстрадной песни «Варадеро-70» (Куба, 1970)[8];
- Почётный диплом Всероссийского конкурса исполнителей советской песни в Сочи (1976)[8];
- орден чехословацко-советской дружбы (Чехословакия, 1978)[источник не указан 531 день];
- титул «Королева песни Санкт-Петербурга» (мэр Санкт-Петербурга А. А. Собчак, 1994)[источник не указан 531 день];
- премия «Овация» в номинации «Живая легенда» (1996)[9];
- памятный приз имени К. И. Шульженко «За выдающийся вклад в развитие отечественной эстрадной песни» (1997)[источник не указан 531 день];
- именная звезда на Площади звёзд у ГЦКЗ «Россия» в Москве (1998)[источник не указан 531 день];
- орден России и Белоруссии «Высшее национальное признание за волю нести крест народной любви к вершинам мира и согласия» (2001)[источник не указан 531 день];
- заслуженный деятель искусств Автономной Республики Крым (Автономная Республика Крым, Украина, 9 ноября 2001) — за высокое профессиональное мастерство, большой личный вклад в пропаганду музыкального и песенного искусства, развитие многонациональной культуры Автономной Республики Крым[64];
- титул «Созидатель Санкт-Петербурга» за творческое развитие и поддержку лучших традиций эстрадного искусства, теплоту и душевную открытость таланта (2003)[источник не указан 531 день];
- присвоение одной из малых планет имени «Ehdita» (свидетельство № 15231 Российской Академии наук и Международного астрономического союза (США, 2003)[источник не указан 531 день];
- почётный приз «Легенда музыки» телевизионного фестиваля «Песня года» (2006)[источник не указан 531 день];
- специальная музыкальная премия «Русского радио» — «Бриллиантовый граммофон» (2007)[источник не указан 531 день];
- премия «Овация» в области музыкального искусства в номинации «Мэтры» (2008)[9];
- музыкальная премия в области радиовещания «Бог зфира» в номинации «Радиорекорд» как исполнительница, чьи песни звучат в радиоэфире более 50 лет (2009)[9];
- орден «Ключ дружбы» (Кемеровская область, 2010)[источник не указан 531 день];
- орден «Честь и мужество» Фонда ветеранов МВД России (2010)[источник не указан 531 день];
- Гранд-премия «КиноВатсон» (2010)[65];
- диплом «За заслуги в развитии эстрадного искусства и бережное отношение к творческому наследию Народной артистки СССР Клавдии Ивановны Шульженко» (2011)[источник не указан 531 день];
- медаль «К юбилею К. И. Шульженко» (2011)[источник не указан 531 день];
- премия за развитие и укрепление гуманитарных связей в странах Балтийского региона «Балтийская звезда» (Министерство культуры и массовых коммуникаций РФ, Союз театральных деятелей РФ, комитет по культуре правительства Санкт-Петербурга, 2012)[66];
- Почётный гражданин Санкт-Петербурга (24 мая 2023)[67].